# أبو قتادة الفلسطيني
عمر محمود عثمان: المُكنى بِأبو قُتادة الفلسطيني، ولد عام 1960م في بيت لحم الواقعة في الضفة الغربية، وهو أردني ذو أصلٍ فلسطيني، مُتهم بالإرهاب من قبل بلدان عدة حول العالم، كما ضُم اسمه ضمن القرار الدولي رقم (1267) الصادر من مجلس الأمن الدولي التابع للأمم المتحدة الذي صدر في عام 1999م، والذي يختص بالأفراد والمؤسسات التي ترتبط بتنظيم القاعدة أو حركة طالبان.
يعتبر مطلوباً من قبل حكومات الأردن، الجزائر، بلجيكا، فرنسا، الولايات المتحدة الأمريكية، إسبانيا، ألمانيا، إيطاليا. وعلى إثر قرار يقضي بتسليمه من بريطانيا إلى القضاء الأردني، قررت الجمهورية التونسية منحه اللجوء السياسي. وأشرف المنظر الإسلامي على إصدار عدة مجلات منها: «الفجر» و«المنهاج». كما أصدر كتاباً ينظر فيه ويؤسس للحركة السلفية الجهادية وهو يصنف ضمن «أقوى ما كتب في التعريف بالحركة السلفية الجهادية وفي تفسير وتسويغ أفكارها ورؤاها».
في 7 يوليو 2013م؛ أُعيد إلى الأردن إثر اتفاقية مع بريطانيا صدّق عليها البرلمان الأردني تكفل محاكمة مستقلة لأبي قتادة، وأعلنت براءته من قبل محكمة أمن الدولة؛ بسبب عدم وجود الأدلة الكافية بعد اتهامة بقضية الألفية.

## الحالة مؤخراً
في العام 1998، اتهم أبو قتادة بتمويل جماعة الإصلاح والتحدي، وهي واحدة من حركات قليلة تمكنت من تنفيذ بعض مخططاتها الدموية. وفي العام التالي حكمت أمن الدولة عليه غيابياً بالسجن (15) عاماً مع الأشغال في حين تلقى (12) متهماً آخرين أحكاماً متفاوتة.
أقام في الكويت، وبعد حرب الخليج الأولى -والتي كان يعارضها- طُرد منها إلى الأردن، ومن هناك سافر إلى بريطانيا سنة (1993) بجواز سفر إماراتي مزور، وطلب اللجوء السياسي بدعوى الاضطهاد الديني، ليمنح اللجوء في العام اللاحق.
لايزال رهن الاعتقال في بريطانيا منذ أغسطس (2005) بعد وقت قصير من تفجيرات 7 يوليو 2005 في لندن. وفي (26 فبراير 2007) حكمت محكمة بريطانية بجواز تسليمه إلى الأردن، ليقدم استئنافاً ضد قرار المحكمة وليربح الاستئناف ضد قرار تسليمه للأردن بحجة الاستناد إلى قانون حقوق الإنسان البريطاني الصادر في (1998) وأيضاً الاتفاقية الأوروبية لحقوق الإنسان بالرغم من استمرار الاشتباه في تورطه بنشاطات إرهابية.
في نوفمبر (2008) أعيد اعتقاله مجدداً لخرقه شروط الإفراج عنه بكفالة ليُلغى قرار الإفراج عنه بكفالة وليعاد إلى السجن في انتظار ترحيله خارج المملكة المتحدة.
تتهمه الإدارة الأمريكية بأنه مفتي تنظيم القاعدة، وقيل إنه عُثِر على بعض دروسه في شقة بألمانيا كان يسكنها محمد عطا ورفاقه -المجموعة الرئيسة التي يُعتقد بتنفيذها هجمات نيويورك وواشنطن- وقد عقب الشيخ على ذلك بأنّ صلته بالمجاهدين هي الصلة بين أي موحد وأهل الايمان، وأنّ لُحْمة الايمان والولاء بين المسلمين بمفهومه الصحيح أقوى من أي تنظيم.

## النتاج التنظيري
بعض من إنتاجه العلمي:
- أول كتاب كتَبه كان تحت عنوان: (الرد الأثري المفيد على البيجوري في شرح جوهرة التوحيد) -طبع مرتين-.
- (طريق الهجرتين) لابن القيم، قام بتحقيقه، وطبعته دار ابن القيم بالرياض -مرتين-.
- (معارج القبول في شرح سلم الوصول) للشيخ حافظ حكمي -ثلاث مجلدات- قام بتحقيقه وتخريج أحاديثه، طبع خمس مرات، طبعته دار ابن القيم ثم دار ابن حزم.
- (تجريد أسماء الرواة الذين تكلم فيهم ابن حزم جرحاً وتعديلاً)، من تأليفه مع مشاركة آخرين، طبعته دار المنار بالأردن.
- (الاختلاف في اللفظ) لابن قتيبة، قام بتحقيقه، طبعته دار الراية.
- (الغربة) لابن القيم، قام بتحقيقه، طبعته دار الكتب الأثرية.
- (الجهاد والاجتهاد: تأملات في المنهج)، من تأليفه، وأصله سلسلة مقالات للشيخ نشرتها: (نشرة الأنصار) تحت عنوان: «بين منهجين»، طبعته دار البيارق بالأردن.
- (كسر الصنم) للإمام البرقعي، من تحقيقه، طبعته دار البيارق بالأردن.
- (معالم الطائفة المنصورة)، من تأليفه، طبع مرتين، طبعته دار النور الإسلامي بالدنمارك.
- (حكم الخطباء والمشايخ الذين دخلوا في نصرة الطاغوت)، وفيه فتوى أئمة المالكية في مَن ناصر العبيديين من مشايخ السوء، قام بتحقيقها والتعليق عليها، طبعته دار النور الإسلامي بالدنمارك.
- (نظرة جديدة في الجرح والتعديل).
- (جؤنة المطيبين).[11]
- (الأربعون الجياد لأهل التوحيد والجهاد).[12]
- (فن القرءة)، كتبه في سجن جلجامش في بريطانيا.[13]
- (درك الهدى في اتباع سبيل الفتى) شرح حديث الغلام وأصحاب الأخدود.
- (ورقة في البعث الحضاري وبيئته).
- (الحكم بما أنزل الله وتكفير المشرك).
- (أسس قوام الشخصية الفاعلة).[14]

وله أبحاث كثيرة حيث برع في فن المقال، فله مقالات تناول فيها أحداث الساعة، مع جعل المقال على قصره يتناول باختصار الموقف الشرعي، فله نحو (200) مقالة نشرت في مجلات ونشرات إسلامية مختلفة، كـ: (نشرة الأنصار) ومجلة (نداء الإسلام) ومجلة (المنهاج) ومجلة (الفجر)... وغيرها. وفي مقالاته يظهر الأدب واللغة العربية، وله أيضاً بعض القصائد الشعرية.
وله مشروع قرائي ضخم أسماه: (ألف كتاب قبل الممات) شرع فيه أواخر سنة (2015) ولا زال مستمراً، يقرؤون فيه كتاباً كل أسبوع ثم يتناقشون فيه، وقد تميز بمناقشته كتباً شرعية وفكرية وتربوية وسياسية وغير ذلك لمدارس فكرية مختلفة -إسلامية وغير إسلامية- ومن الكتب الشرعية التي نوقشت وعلّق عليها: (الشفا بتعريف حقوق المصطفى) للقاضي عياض، و (الأخلاق والسير لمداواة النفوس) لابن حزم، ومن الكتب الفكرية: (رسالة في الطريق إلى ثقافتنا) لأبي فهر محمود شاكر، و (قدر الدعوة) لرفاعي سرور، ومن الكتب الاجتماعية: (المقدمة) لابن خلدون، و (سيكولوجية الجماهير) لغوستاف لوبون، ومن الكتب التربوية: (هكذا ظهر جيل صلاح الدين) لماجد عرسان الكيلاني، ومن الكتب السياسية: (الدولة المستحيلة) لوائل حلّاق، ومن الكتب الصوفية: (المنقذ من الضلال) لأبي حامد الغزالي، و (رسائل إخوان الصفا)، ومن الكتب في الفرق والمذاهب المختلفة: (القاديانية) لإحسان إلهي ظهير، و (مقالات الإسلاميين) لأبي الحسن الأشعري.
وإلى جانب هذا له دروس مستمرة في تفسير القرآن الكريم.، ودروس في شرح أسماء الله الحسنى.

## الدورات
كما أنه لم يغفل دور التعليم المباشر، فأقام عدداً من الدورات العلمية المهمة، وهي مسجلة على أشرطة يتداولها كثير من طلبة العلم، ومن تلك الدورات:
- دورة؛ في شرح الموقظة للإمام الذهبي.
- دورة؛ الإيمان، شرحَ فيها مسمى الإيمان عند أهل السنة والجماعة وردّ على أهل البدع.
- دورة؛ في شرح العقيدة الطحاوية.
- دورة؛ في شرح الدراري المضية للشوكاني.
- دورة؛ في شرح كتاب تقرير القواعد وتحرير الفوائد لابن رجب الحنبلي.
- دورة؛ شرح فيها مقدمة في أصول الفقه على طريقة المتقدمين.
- دورة؛ شرح جماع العلم للإمام الشافعي.
  - دورة في الملل والنحل
  - دورة في شرح كتاب (الموافقات) للشاطبي.[18]

## مؤلفات في الرد على فكره
في سنة 1422 هـ (2001 م) وضع عبد المالك رمضاني كتابًا في الرد على فكر أبي قتادة الفلسطيني عنوانه: «تخليص العباد من وحشية أبي القتاد، الداعي إلى قتل النسوان وفلذات الأكباد».

## وصلات خارجية
- صفحة أبو قتادة على منبر التوحيد والجهاد.
- صفحة أبو قتادة على أرشيف الجهاد.[وصلة مكسورة]
- لقاء حصري للجزيرة.نت مع أبو قتادة لقاء مكتوب.